# Véleményvezér
A véleményvezér (vagy véleményvezető) a  kommunikációelméletben olyan befolyásos – vagy annak tartott – személy, aki az információkat másoknak interpretálja. A fogalmat Elihu Katz és Paul Felix Lazarsfeld használták először egy 1955-ös tanulmányukban.
A fogalmat esetenként nem csupán személyekkel, hanem cégekkel kapcsolatban is használják.

## Szerepe
A digitális forradalom okozta radikális technológiai fejlődés eredményeként, a szélessávú internet szolgáltatások ezredforduló óta tartó tömeges elterjedésével párhuzamosan kifejlődött streaming media és közösségi média világában felgyorsult a sokoldalú információk szabad áramlása. Az általa nagy tömegek felé könnyen elérhetővé vált szöveges és audiovizuális tartalmak rendkívül megkönnyítették a számos magánéleti, politikai, illetve szakmai témában megnyilvánuló, az adott tárgykörben különböző mértékben jártas, objektív vagy éppen elfogult értékrendű véleményvezérek (angolul: influencer) munkáját.
A személyük nagy szerepet játszik az információáramlásban, az adott csoportok véleményének és világnézetének kialakításában. Egy-egy vitatott kérdésben a közösségen (csoporton) belül nagyobb presztízzsel rendelkeznek, mint a többiek. Csak az válhat véleményvezérré, aki nyitottabb a kívülről jövő információra, mint a társai.
Egy-két véleményvezér bevonása a döntés előkészítésébe nagyon hasznos lehet, hasznos tájékoztatást nyújthat a közönségét, de akár felgyorsíthatja egy adott csoporton belül a kívánatos vélemény kialakulását. Ha ennél több véleményvezér van, közöttük olyan konfliktusok alakulhatnak ki, amely éppen az ellenkező hatást váltja ki. Ugyanakkor a véleményvezér megelőzheti azt, hogy a véleménybefolyásolást a csoport egyes tagjai diktatórikusnak érezzék és még akkor is szembeszálljanak vele, ha egyébként ez a vélemény megegyezik a csoporttagok egy részének véleményével.
Egy véleményvezér az informális kommunikáció során a gyártó, kereskedő, szolgáltató, illetve politikai erő részéről fizetett promócióként tanácsot vagy információt terjeszthet egy konkrét termékről, termékcsoportról, szolgáltatásról (vagy éppen propagandát politikai nézetről) arra vonatkozóan, hogy a kínálatból melyik márka a legjobb, vagy az adott termék, illetve szolgáltatás hogyan, mennyire használható. Ez az influencer marketing, amely az online marketing egyik formája, a megcélzott piac közvetlen elérése helyett. A véleményvezér képes irányítani mások attitűdjeit. Ugyanaz a személy egy bizonyos rétegen belül lehet véleményvezető, de míg egy másik csoportban akár véleménykövető.